# Teoría de números aditiva
Teoría de números aditiva es una subrama de la teoría de números que concierne al estudio de subconjuntos de enteros y su comportamiento con respecto a la operación de adición. Más abstractamente, el campo de teoría de números aditiva incluye el estudio de grupos abelianos y semigrupos commutativos con una operación de adición. Teoría de números aditiva tiene conexiones con la teoría de números combinatoria y con la geometría de los números. Dos objetos principales de este estudio son el conjunto suma de dos subconjuntos A y B de elementos de un grupo abeliano G,
{\displaystyle A+B=\{a+b:a\in A,b\in B\},}
y del conjunto suma de A de orden h, 
{\displaystyle hA={\underset {h}{\underbrace {A+\cdots +A} }}\,.}

## Teoría de números aditiva
Este campo está principalmente dedicado en consideración a problemas directos en (típicamente) los enteros; esto es, determinando la estructura de hA a partir de la estructura de A: por ejemplo, determinar qué elementos pueden ser representados como una suma de hA, donde A es un subconjunto fijo. Dos problemas clásicos de este tipo son la conjetura de Goldbach (la cual dice que 2P contiene a todos los números pares más grandes que 2, donde P es el conjunto de números primos), y el problema de Waring (el cual pregunta qué tan grande tiene que ser h para garantizar que hAk contiene todos los enteros positivos, donde 
{\displaystyle A_{k}=\{0^{k},1^{k},2^{k},3^{k},\ldots \}}
es el conjunto de potencias k-ésimas). Muchos de estos problemas son estudiados utilizando las herramientas del método del círculo de Hardy-Littlewood y de teoría de cribas. Por ejemplo, Vinogradov probó que cada número impar suficientemente grande es la suma de tres números primos, y así que todo número par suficientemente grande es la suma  de cuatro números primos. Hilbert probó que, para todo entero k > 1, cada entero no negativo es la suma de una cantidad acotada de potencias k-ésimas.  En general, un conjunto A de enteros no negativos se dice ser una base de orden h si hA contiene a todos los enteros positivos, y se dice ser una base asintótica si hA contiene todo número positivo suficientemente grande.  Una gran cantidad de investigación actual en esta área concierne a las propiedades de bases asintóticas generales de orden finito.  Por ejemplo, un conjunto A se llama una base asintótica mínima de orden h si A es una base asintótica de orden h pero ningún subconjunto propio de A es una base asintótica de orden h.  Ha sido probado que, para toda h, existen bases asintóticas mínimas de orden h, y que también existen bases asintóticas de orden h que no contienen bases asintóticas mínimas de orden h. Otra cuestión a ser considerada es qué tan pequeño puede ser el número de representaciones de n como suma de h elementos en una base asintótica. Esto es el contenido de la conjetura sobre bases aditivas de Erdős-Turán.